# 捷克布傑約維采縣

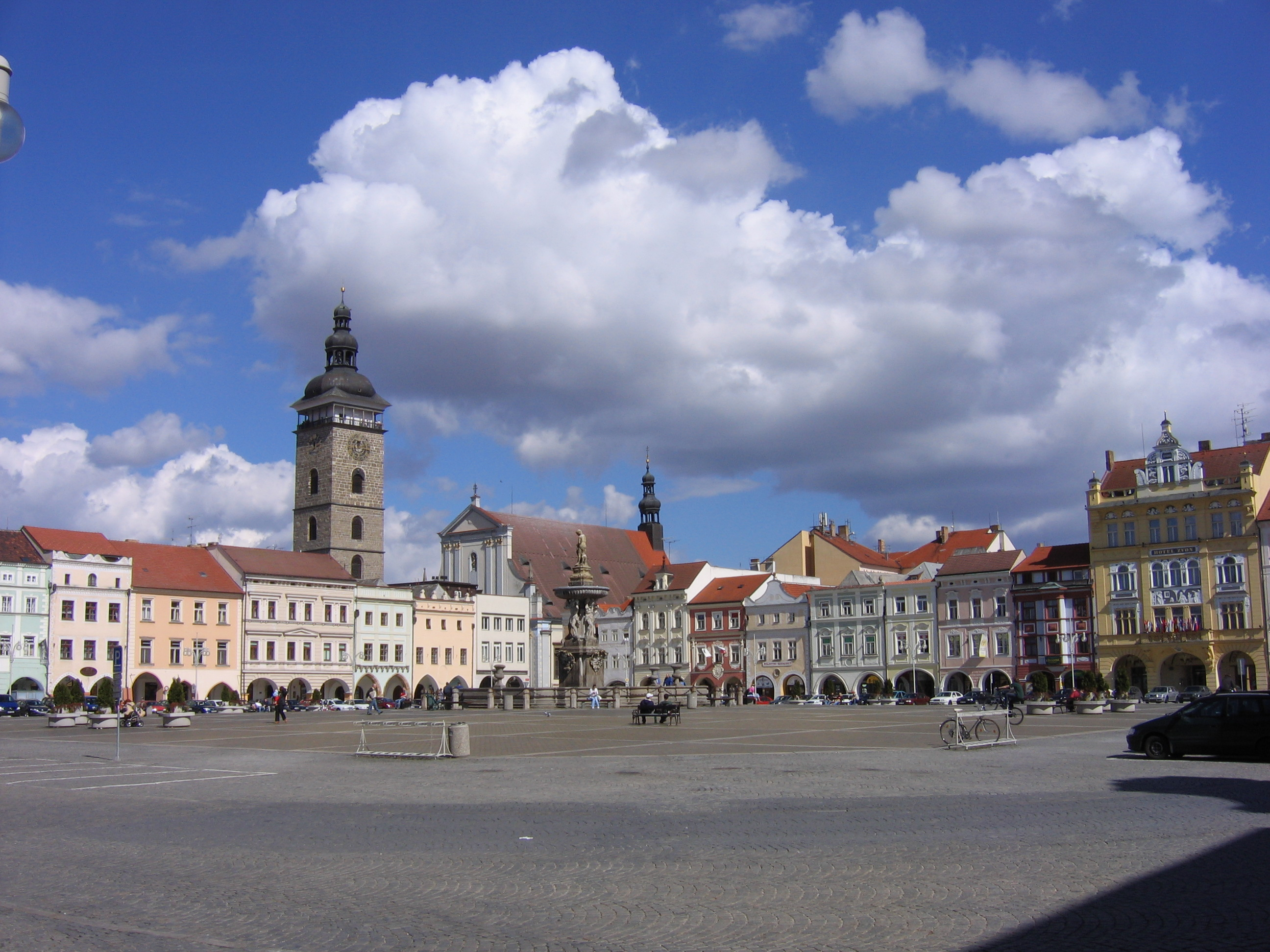

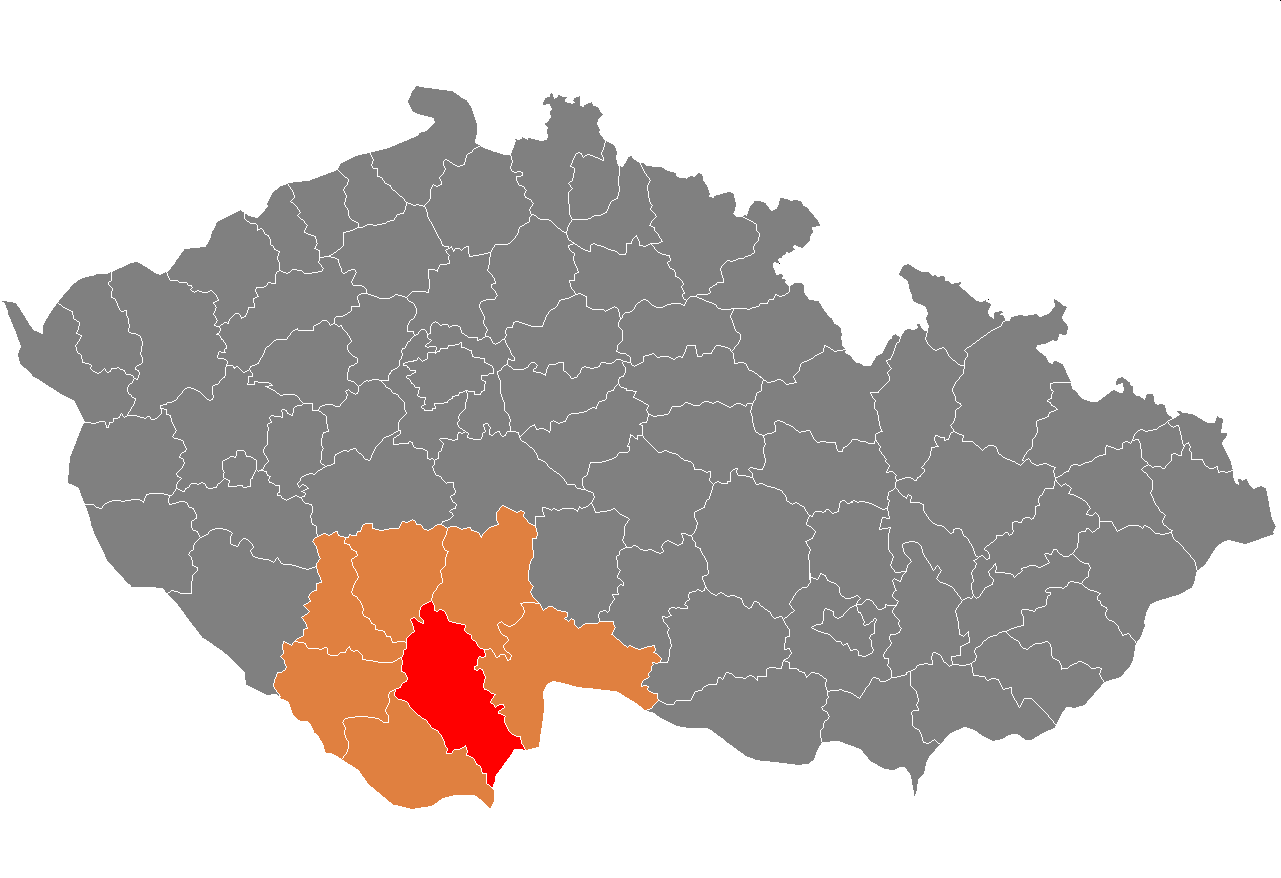

48°58′26″N 14°28′30″E / 48.97389°N 14.47500°E
捷克布傑約維采縣（捷克語：Okres České Budějovice），是捷克的縣份，位於該國南部，由南波希米亞州負責管轄，首府設於捷克布傑約維采，面積1,638平方公里，2007年人口180,986，人口密度每平方公里110人。